# Assur
|  | No s'ha de confondre amb Ashur. |

Assur va ser l'antiga capital d'Assíria i la que va donar nom al seu poble. Correspon a la moderna Shergat (Qalat as-Sarqat). Situada a uns 100 quilòmetres al sud de Mossul, a la riba esquerra del Tigris, que rodeja la ciutat per la banda est i al nord la protegeix un canal del mateix riu.
El nom de la ciutat, Assur, és el mateix que el de la seva divinitat principal, Asshur (o Assur), un nom que ja s'esmenta en temps del l'imperi d'Accad (2340 aC-2159 aC), però referit al déu no apareix fins a la Tercera dinastia d'Ur.
El rei, a les inscripcions reials, portava el títol de «regent del déu Asshur», un títol clarament cerimonial. Als documents administratius s'anomena ruba'um (príncep) o belum (senyor), que sembla indicar que tenia un paper principal entre les famílies, però no era un monarca autocràtic. A Assur hi havia una institució, alum, que es tradueix com 'la Ciutat', que designava una assemblea de ciutadans, probablement els caps de les grans famílies de mercaders, on es prenien decisions obligatòries per a tots els ciutadans i on s'aprovaven les decisions jurídiques, i controlava les relacions diplomàtiques amb els regnes veïns. Una altra institució important era el Limmu, títol que portava un funcionari elegit cada any per sorteig, que donava nom a l'any en curs. És possible que presidís també l'assemblea de ciutadans.
Assur era una ciutat comercial que en un principi tenia un petit territori al voltant, i la seva expansió es coneix pels textos sobre el comerç assiri, a les tauletes trobades a Mari, a Kanesh i a Tell Shemshara. Cap a l'any 1800 aC, estava en mans de Xamxi-Adad I d'Ekal·latum i, després de la seva mort, el 1775 aC, del seu fill Ishme-Dagan I. En aquest temps, la tribu nòmada amorrita dels turuqueus la va saquejar diverses vegades. La ciutat comerciava habitualment amb Karana, però els seus negocis arribaven a Kurda i altres llocs de Mesopotàmia.
Iluixuma, rei d'Assur cap als anys 1945 aC i 1906 aC, segons la cronologia mitjana, va atorgar alguns privilegis als mercaders de la Baixa Mesopotàmia perquè portessin el comerç a Assur, sobretot de l'estany i del coure, i se suposa que la ciutat va ser un lloc principal de la ruta del comerç entre Ur i Nippur i d'Elam a Der. També acollia les caravanes que seguien el curs del riu Tigris.